# サウザンドサニー号
サウザンドサニー号（サウザンドサニーごう、Thousand Sunny）は、尾田栄一郎の漫画『ONE PIECE』に登場する架空の船。通称「サニー号」。

## 概要
ゴーイングメリー号に代わる、麦わらの一味の2番目の海賊船。初の「麦わらの一味専用の海賊船」として設計・造船された。ルフィ達にとっては、メリー号の意思を受け継いだ大切な仲間である。
機能性もさることながら、内装と施設も娯楽性を重視したような設計で、海賊船と言うよりは遊覧船のような外観が特徴。設計者はフランキー。建造者はフランキー、ヨコヅナ（助手）、アイスバーグ、パウリー、タイルストン、ピープリー・ルルで、この5人と1匹が3日間で完成させた。船の名付け親はアイスバーグ。フランキーがウソップから奪った2億ベリーを使って購入した、絶対的な強度を持つと言われる「宝樹アダム」が用いられている。このため、船体の強度は非常に高く、ワノ国から出航する際、滝の上から落下しても被害はヤード一本のみだった。
フォアマストとメインマストの2本の帆柱をもつブリガンティンのスループ型帆船。地下1階から3階の4階建て。操舵は、メリー号では棒を進行方向に傾ける方法であったが、舵輪による操舵へと進歩している。その他基本設計も遥かに近代的であり、メリー号が完全な帆走船であったのに対し、必要に応じて外輪による自力航行が可能。フランキーの体と同じく、コーラをエネルギー源とする特殊機構がいくつか備えられている。コーラ樽3つと巨大空砲による「風来バースト」で空中を約1km飛ぶことができる。船内で使用する水は、船の帆走の際に海水を汲み上げ濾過する装置を使用して賄っている。
船首はライオンを象っており、その下には大腿骨のぶっちがいが付いている。錨はライオンの手の形をしている。船名の「サウザンドサニー」はアイスバーグが命名し、「過酷なる『千の海』を『太陽』の様に陽気に越えていく」という意味が込められている。
夜も航行する場合は、船の前方と後方に一人ずつ見張りにつき、全員が2時間交代で行っている。
2008年・2009年に発売されたゲーム『ONE PIECE アンリミテッドクルーズ』では、ゲーム内でサニー号の内装が忠実に再現されている。
2019年公開の劇場版『STAMPEDE』では、コウテイペンギンをモデルにした「フライングモデル」が登場する。
2022年公開の劇場版『RED』では、ウタの能力でマスコットキャラ化した「サニーくん（声 - 桑島法子）」が登場する。

## 経歴
航路はウォーターセブン→魔の三角地帯→スリラーバーク→赤い土の大陸→トビウオライダーズのアジト→シャボンディ諸島→魚人島→パンクハザード島→ドレスローザ→ゾウ→トットランド→ワノ国→エッグヘッド→エルバフ。
- シャボンディ諸島にて、麦わらの一味がバーソロミュー・くまにより世界中に飛ばされ離散したことから、放置される。しかし、デュバルやハチ、そしてくまの手により、一味再集結まで海賊や海軍の手から守られる。
- 再集結の前、シルバーズ・レイリーによりコーティングが施される。
- 魚人島突入の際、魚人島のシャボンに船のコーティングを取られ、島内の海に放り出される。その後、「海の森」でデンにより再コーティングを受ける（この場所まで流されてきたのかどうか等、詳しい経緯は不明）。
- 新世界へ向かう途中、海流「白い竜」に巻き込まれるが、アイランドクジラの群れに助けられる。
- パンクハザード島では、ルフィたちがミニメリー2号で「炎の土地」に上陸する一方、サニー号はシーザーの部下たちにより拿捕され、「氷の土地」に停泊。その後、フランキーが水路を通ってミニメリー2号を回収する。
- ドレスローザではジョーラの襲撃を受け、彼女の能力により船として機能しない芸術作品に変えられるが、寝返ったフリをしたブルックがジョーラを気絶させた事で元に戻った。
- ゾウからホールケーキアイランドへ向けて出港直後、ルフィが料理中にキッチンを離れたため火災が発生し、屋根に穴が開く。折からの豪雨で鎮火し、応急修理が施される。
- トットランドの海域でビッグ・マムの襲撃を受ける。船体の一部が破損し、帆の一部が燃えるが、致命的被害は免れる。
- ワノ国近海で激しい渦に巻き込まれ、九里の九里ヶ浜に打ち上げられる。その後、近くの洞窟内に隠される。討ち入り前夜に百獣海賊団の爆撃を受け、一部損傷するも翌日には戦線に復帰する。
- エッグヘッド近海で海獣兵器の襲撃を受け転覆しそうになる。その後、ベガパンク「悪」の案内でエッグヘッド「研究層」近くに運ばれる。エッグヘッドが海軍に包囲されると、島から脱出するため「研究層」裏口に運ばれる。

## 設備

### 地下1階

ソルジャードックシステム模式図（「超新星編」時点）

ソルジャードックシステム
母船の巡航を補助する小船を円滑に運用するためのシステム。円形のドックが6つに分けられており、そのうち2つにパドルが、4つに小船が入る仕組みになっており、大きなドックを回転させることで、パドル・小船を運用できる。ドックの内部は常に水が溜まっている。中心は乗組員待機室になっていて、梯子を登れば芝生の甲板に出られる。キャプスタン（錨を巻き取る装置）もある。
チャンネル0「補助外輪（パドル）」
船体の左右に付いている外輪を回転させることで、風向き・天候にかかわらず自在に海を走ることができる。左右の外輪の動力は連動しておらず、逆回転も可能なため、船体の方向を自由に変えることも可能である。動力源はコーラ。
チャンネル1「シロモクバ1号」
ゴーイングメリー号時代に空島で入手した1人乗り「ウェイバー」に、ライトをつけるなどの改造を施したもの。なおフランキーはナミに無断で改造したため、後でかなり怒られた。
チャンネル2「ミニメリー2号」
4人乗りの蒸気機関外輪船。買い出し用。デザインはゴーイングメリー号のミニチュア版。
チャンネル3「シャークサブマージ3号」
3人乗り偵察潜水艇。偵察用のため、潜望鏡・電伝虫が搭載されている。水深5000mまで耐えられる。
チャンネル4「クロサイFR-U4号」
新世界編で初登場。鋼鉄製の大型バイク。「FR-U」の意味は「フランキー将軍の腕」。
超新星編では、スペース自体はあったがまだ空っぽで、一時的に「飛び出すびっくりプール」が入っていた。
チャンネル5「ブラキオタンク5号」
新世界編で初登場。数人乗りの戦車。レバーを引くとコクピットが広くなる。
クロサイFR-U4号とブラキオタンク5号は、合体して鉄の海賊「フランキー将軍」になる。
フランキー兵器開発室
大工道具・部品（鉄くずなど）・かまど・製図机がある。
ウソップ工場本部
ウソップが道具を発明する場所。甲板に支部もある。ガラクタ箱・工具箱などが設置されている。
補強用木材格納庫
船の補修が必要なときは、フランキーがここの木材（宝樹アダム）を使用する。
弾薬・武器格納庫
軍事倉庫。武器の他、オール・浮き輪・ロープ等、航海の際の必需品も置かれている。

### 1階
男子部屋
ルフィ・ゾロ・ウソップ・サンジ・チョッパー・フランキー・ブルックの部屋。女部屋の下に位置する。
メリー号では寝床はハンモックであったが、サニー号には2段寝棚（木製のハンモックのようなもの）が3つ（合計6つ）付いている。そのほかロッカー6つ・掘りごたつ・ソファなどがある。入り口側に洗面台、歯ブラシ、起床用のベルがある。大砲2門がある。洗濯セットは、洗濯板とたらい。
壁にサンジ以外の5枚の手配書が貼られている。
アクアリウムバー（生簀水族館）
大型の水槽が備え付けられたバー。部屋の中心をメインマストが貫く。
上階の生簀から魚を入れると、この部屋で観賞できるようになっている。新鮮な魚をいつでも食べられるような、食料保存の工夫でもある（投入した魚の種類によっては、共食いになることもある）。
メインマストを伝うようにして、2階キッチンからのリフトサービスを行うことが出来る。また、そのメインマストの下には酒が置いてある。入り口の壁にはワインセラーがある。
水槽の裏側は通路になっている。この通路は天井も水槽になっている。ドアからバルコニーに出ることができる。大砲1門がある。
エネルギールーム
エネルギー源であるコーラの樽が3本までセットできる。

### 2階
女子部屋
ナミ・ロビンの部屋。ナミの良質の宝はここに置かれる。男部屋の上に位置する。
本棚・ベッド・ふんわりソファ・ドレッサーを完備し、男部屋と比べるとやや豪華な部屋である。入り口の壁中央には洗面台・ワイン・ティーセットがある（ただし、お湯はキッチンでもらう）。大砲2門がある。
ダイニングキッチン
アクアリウムの上に位置し、キッチン・ダイニングは一つの空間になっている。
システムキッチンが備え付けられている。また、その入り口には巨大オーブンがある。換気扇も完備されていて、換気扇は甲板の煙突につながっている。
冷蔵庫は鍵付きで、暗証番号は「7326」（ナミ・サンジ・ロビンの誕生日）。これはサンジ・ナミ・ロビンしか知らない。理由は他の人の盗み食いの恐れがあるから（特にルフィ）。
ダイニングにはテーブル・ソファ・電伝虫が設置されている。
部屋の中心をメインマストが貫く。メインマストはリフトになっており、下のアクアリウムバーにつながっている。
食料庫
マスト奥のドアから入る。鍵はついていないが、ここに保存してある食料は全て加工前なので、盗み食いの心配はない。
保健室（医療室）
この部屋は通常はキッチンから甲板へ出る通路となる。病人がいるときだけ使用され、普段は通路・チョッパーの部屋として使用する。様々な医療道具・デスク・ベッド・チョッパー憧れの「回るイス」がある。机の前にはそげキングのサインが貼ってある。
生簀
アクアリウムの大水槽の上に位置し、釣れた魚をここから入れると水槽に入る。屋外にある生簀のふたは、雨水防止のため完全密封になっている。

### 3階（船上含む）
しばふ甲板
中央のメインマスト・フォアマストに挟まれた、芝生の甲板。木も生えている。すべり台・ブランコがある。船首甲板に登るときに使う階段下にトイレが付いている。中央部の蓋を開けると、ソルジャードックシステムへ降りる階段が現れる。
舵輪
通常の舵輪の内側に、ソルジャードックシステムのチャンネル決定・シャッター開閉機能が付いている。番号をあわせレバーを引くことにより、ソルジャードックシステムが作動する。舵輪の前にはベンチがある。
測量室・図書館
船の一番後ろの円形の部屋の下部を占める。主にナミが使用し、測量机で航海日誌などをつける。
壁は一面本棚になっている。ルフィ以外の全員の本が押し詰められている。ベンチが部屋を囲むように1周している。
上階大浴場
船の一番後ろの円形の部屋の上部を占める。大浴場・更衣室・トイレで構成される。測量室兼図書室から更衣室に梯子が伸びている。更衣室には洗面台・かごなどがある。トイレは洋式。上部の棚には本が置いてある。
ウソップ工場支部
メリー号と同じく、ただの台。
展望室・ジム
サニー号の中で一番高い位置にある部屋。天体望遠鏡・双眼鏡・拡声器がある。
ジムも兼ねてあり、鉄棒・ダンベルなど筋トレ用具が揃えてある。床には鉄の絨毯が敷いてある。主にゾロが使用。ベンチが部屋を囲むように1周している。フォアマストにかかるロープを登って、梯子で部屋の中に入る。
ナミの蜜柑畑
ダイニングキッチンの上に位置する。ココヤシ村から植樹したベルメール宅のみかん畑を、メリー号から移した。蜜柑を狙う外敵（主にルフィ）から蜜柑を守るのは引き続きサンジの役目である。蜜柑はとても美味だが、男達は「手をつけたらナミに殺される」という理由でたとえ餓死寸前でもそれを食べることはないという。
ウソップガーデン
新世界編から設置。ダイニングキッチンの上に位置する。ウソップの武器「ポップグリーン」を栽培している。
ロビンの花壇
ダイニングキッチンの上に位置する。

### 特殊装備
風来・バースト（クー・ド・バースト）
船尾の大型砲門から、コーラ樽3つ分のエネルギーを衝撃波として放出する緊急加速装置。フランキーの「風来砲（クー・ド・ヴァン）」と同系統の装備である。
燃料消費は激しいが、1km空中を飛ぶことができる。宝樹アダムの強度がなければ発動の際に生じる衝撃に耐えられないので、少なくとも同じ素材の船でなければ実現不可能。
チキン・ボヤージ
ライオンのたてがみを高速回転させることで、船を後退させることができる緊急退避システム。この装備により、サニー号は帆船には不可能な機動を可能としている。
ガオン砲
船首のライオンの口部分から現れる、サニー号の最終兵器。
発射時のみ露出し、通常時は隠れている。船首内部の照準器を有したコントロールルームに入って制御する。コーラ樽3つ分のエネルギーを衝撃波として放ち、強大な破壊力を発揮する。ただし、フランキーによると、発射の際に生じる莫大な反動を相殺するためにコーラ樽2つ分の「風来・バースト」を放つ必要があり、コーラの消費が激しいため、滅多に使えない事から「緊急秘密兵器」と称されている。その超絶的な破壊力に、ウソップ達は目を輝かせていた（ルフィに至っては全身を輝かせつつ感涙にむせんでいた）。
サニーガンリキ
船首の目に搭載されているライト。新世界編で初使用。広い海底では効果範囲はあまり広くない。
脱兎スクリュー（ラビットスクリュー）
船底に搭載された緊急加速装置。

## 再現船
2011年3月、長崎県のテーマパーク「ハウステンボス」で、サウザンドサニー号を再現した船によるクルーズが体験できるイベント「ONE PIECE サウザンド・サニー号クルーズ in ハウステンボス」が運航開始。アクアリウムバーやソルジャードックシステムといったサニー号の内装が再現されており、船内に限定ショップも開かれている。2012年3月、新世界編仕様にリニューアル。
2015年5月6日をもってハウステンボスでの就航は終了。同年5月15日から19日にかけてハウステンボスの姉妹施設である愛知県の「ラグーナテンボス」に海上経由で移動し、同年7月4日に同地にて再就航した。2018年9月30日をもってクルーズは終了し、海上展示のみとなった。2019年7月21日、コスプレイベント「ラグコス」内にて、海上展示中であったラグーナテンボスを出港し、ハウステンボスへと帰港した。2019年11月30日、ハウステンボスにおけるクルーズイベントが再開された。2022年3月31日、ハウステンボスにおける停泊が終了した。
船は井筒造船所が製造し安田産業汽船が運行していたレストラン船「ゼリーフィッシュ（船舶番号134485）」をハウステンボスが購入（船舶借入）し外観を改装したもので、長崎での運行業務は引き続き安田産業汽船 、愛知での運行は有限会社ヒラノマリンサービスが行っていた。
原作での船名は「サウザンドサニー号」であるが、再現船の名称は中黒を入れた「サウザンド・サニー号」となっており、船に設置された無線航行移動局もその名称で登録されている。
2011年7月18日に風に押されて桟橋と衝突する軽微な船舶事故を起こしている。
シャボンディハウス
ハウステンボス内にあるショップ・レストラン・アトラクション複合施設。オリジナルグッズやレストランメニューが体験でき、展示コーナーなどもある。
サウザンドサニー号ウェディング
ファンからの要望により期間限定で実施されたサニー号で結婚式を挙げることができるウェディングプラン。